# 王一淳
王一淳（2005年4月4日—），中国女子游泳运动员，2018年亚洲运动会女子50米蝶泳银牌得主、2018年世界短池游泳锦标赛女子4×50米混合泳接力和女子4×100米混合泳接力银牌得主、2023年世界游泳锦标赛混合4×100米混合泳接力金牌得主。